# Edin Zekovic
Edin Zekovic (* 28. November 1972 in Brühl) ist ein ehemaliger deutsch-bosnischer Fußballspieler.

## Sportlicher Werdegang
Zekovic spielte in der Jugend für den SV Wesseling sowie ab 1979 beim 1. FC Köln und wechselte Anfang 1990 in die Nachwuchsabteilung von Fortuna Köln. Dort rückte er im Frühjahr 1991 in den Kader der seinerzeit in der 2. Bundesliga antretenden Wettkampfmannschaft auf und debütierte am 17. März des Jahres beim 1:1-Remis beim SV Meppen als Einwechselspieler für Andreas Brandts im Profifußball. Trainer Tony Woodcock setzte ihn beim 2:0-Auswärtserfolg im folgenden Spiel bei Rot-Weiss Essen erstmals in der Startelf ein. Bis zum Ende der Spielzeit 1990/91 verzeichnete er insgesamt fünf Zweitligaeinsätze. Später wechselte er zum SC Viktoria Köln, wo er nach dem Abstieg aus der Oberliga Nordrhein am Ende der Spielzeit 1993/94 seine aktive Laufbahn beendete.
Zekovic begann ein Sportmanagement-Studium an der Deutschen Sporthochschule Köln, das er 2001 abschloss. Anschließend war er für verschiedene Sportartikel- und Bekleidungshersteller im Vertrieb tätig.